# 理想世界ジュニア版
理想世界ジュニア版（りそうせかいジュニアばん）は、かつて生長の家が発行していた一般向けの雑誌（「普及誌」と称される）。青少年向け新機関誌「日時計24」の創刊に伴い、2010年3月号をもって休刊。

## 概要
主な読者対象は中高生の男女。刊行は日本教文社。頒布は世界聖典普及協会。発行部数は約20万部。サイズは創刊当初はB6であったが、のちにB5に変更された。題目は「中高生に夢と希望を示すいきがいマガジン」。信者の体験談や講師や大学教授等の談話等が掲載されていた。毎月15日発行。信者によって各家庭に無料頒布され読まれていた。